# النوم في قلعة الشيطان
النوم في قلعة الشيطان أو تصبح على خير في قلعة ملك الشياطين (باليابانية: 魔王城でおやすみ، بالروماجي: Maōjō de Oyasumi) هي سلسلة مانغا يابانية من تأليف ورسوم «كاغيجي كومانوماتا»، بدأت بالصدور في مجلة شونين سنداي الأسبوعية لدار نشر شوغاكوكان منذ مايو 2016، وتم جمعها في 17 مجلد تانكوبون حتى ديسمبر 2020، حصلت المانغا على أنمي تلفزيوني من إنتاج دوغا كوبو بدأ بثه في أكتوبر 2020.

## القصة
تدور القصة حول الأميرة الصغيرة سيالس المحبة للنوم، وكفاحها للحصول على نوم هانئ في قلعة ملك الشياطين بعد أن قام بإختطافها وأسرها.

## الشخصيات
الأميرة سياليس (スヤリス姫، Suyarisu Hime)
أداء صوتي: إنوري ميناسي
إسمها الكامل "اورورا سياليس كايمين (オーロラ・栖夜・リース・カイミーン، Ōrora Suya Rīsu Kaimīn)" هي أميرة مملكة البشر، تم إختطافها وأسرها من قبل ملك الشيطانين، تقوم بإحداث فوضى في قلعته بسبب بحثها عن وسيلة لتنام مرتاحة.
ملك الشياطين تاسوغاري (魔王タソガレ، Maō Tasogare)
أداء صوتي: يوشيتسوغو ماتسوؤكا
ملك مملكة الشيطان، قام بإختطاف الأميرة سياليس أثناء نومها، نادراً ما يراها مستيقظة لذا لم يجر معها محادثة عادية، دائماً ما يفكر بأساليب لجعل البطل يصل إليه ويشعر بالقلق إذا ما فشل البطل فيضع الأسلحة والأدوات التي تسهل طريقه للوصول إليه، يبدو بأنه قائد جيد لقلعة الشياطين لكنه لا يملك حيلة لمواجهة شغب الأميرة سياليس، بل هو يرعاها إلى حد ما.
الكاهن الشيطان (あくましゅうどうし، Akuma Shūdōshi)
أداء صوتي: كايتو إيشيكاوا
كاهن معبد قلعة ملك الشياطين، يبدو كشخص لبق مهذب، يقوم باستعمال السحر لأعادة إحياء أي شخص يموت في قلعة الشياطين.
البطل اكاتسكي (勇者アカツキ Yūsha Akatsuki)
أداء صوتي: هيرو شيمونو
بطل من عالم البشر، أخذ على عاتقه البحث عن الأميرة وإعادتها إلى مملكتها، لكنه يبدو أخرق ولا يعتمد عليه كما يملك مشكلة في تحديد الإتجاهات.
القنفذ ماجيرو (はりとげマジロ، Hari Toge Majiro)
أداء صوتي: ريكيا كوياما
الزومبي فرانكين (フランケンゾンビ، Furankenzonbi)
أداء صوتي: كويتشي سوما
الثور مينو (ミノタウロス، Minotaurosu)
أداء صوتي: ماساشي يامانيه
العفريت خادم القصر (やしき手下ゴブリン، Yashiki Teshita Goburin)
أداء صوتي: شينيا تاكاهاشي
السيبيري الأحمر الكبير (レッドシベリアン・改، Reddo Shiberian-Kai)
أداء صوتي: تشيكاهيرو كوباياشي
شبح الكفن (おばけふろしき، Obake Furoshiki)
أداء صوتي: كويتشي سوما
بوسيدون (ポセイドン، Poseidon)
أداء صوتي: تاكيو أوتسوكا
تنين اللهب المسموم (かえんどくりゅう، Kaen doku Ryū)
أداء صوتي: تاكايا كورودا
نيو اروراوني (ネオ アルラウネ، Neo Aruraune)
أداء صوتي: ساياكا أوهارا
ألاديف (アラージフ، Arājifu)
أداء صوتي: أياني ساكورا
الساحر سيزار (シザーマジシャン، Shizā Majishan)
أداء صوتي: جونيتشي سوابي
هاربي (ハーピィ، Hāpyi)
أداء صوتي: اياكا أوهاشي
هاديس (ハデス، Hadesu)
أداء صوتي: كيشو تانياما
سويما (شيطان النوم) (睡魔، Suima)
أداء صوتي: شينيتشيرو ميكي
ساكيون (さっきゅん، Sakkyun)
أداء صوتي: أري أوزاوا
الملكة نيمليس (カイミーンの女王، Kaimīn no Joō)
أداء صوتي: ساوري هايامي
ملكة مملكة البشر ووالدة الأميرة سياليس.

## الإعلام

### المانغا
مانغا «النوم في قلعة الشيطان» من كتابة ورسوم المانغاكا «كاغيجي كومانوماتا»، بدأت بالصدور يوم 11 مايو 2016، في العدد 24 لذلك العام من مجلة شونين سنداي الإسبوعية التابعة لدار نشر شوغاكوكان، أصدر دار النشر أيضاً فصول المانغا مجمعة في مجلدات تانكوبون نشر المجلد الأول منها في 16 سبتمبر 2016، وحتى 18 ديسمبر 2020 سيكون قد نشر 17 مجلد، كما وصدر كتاب فانبوك رسمي للسلسلة في 16 أكتوبر 2020.
أعلنت شركة فيز ميديا في سبتمبر 2017 عن حصولها على حقوق نشرها في أمريكا الشمالية، حيث أصدرت المجلد الأول منها باللغة الإنكليزية في 12 يونيو 2018.

#### قائمة المجلدات
| م. | تاريخ الإصدار باليابانية | ردمك باليابانية        |
| -- | ------------------------ | ---------------------- |
| 1  | 16 سبتمبر، 2016          | ISBN 978-4-09-127342-0 |
| 2  | 18 يناير، 2017           | ISBN 978-4-09-127488-5 |
| 3  | 18 أبريل، 2017           | ISBN 978-4-09-127560-8 |
| 4  | 18 يوليو، 2017           | ISBN 978-4-09-127669-8 |
| 5  | 18 أكتوبر، 2017          | ISBN 978-4-09-127860-9 |
| 6  | 18 يناير، 2018           | ISBN 978-4-09-128073-2 |
| 7  | 12 أبريل، 2018           | ISBN 978-4-09-128227-9 |
| 8  | 17 أغسطس، 2018           | ISBN 978-4-09-128381-8 |
| 9  | 16 نوفمبر، 2018          | ISBN 978-4-09-128577-5 |
| 10 | 18 فبراير، 2019          | ISBN 978-4-09-128801-1 |
| 11 | 17 مايو، 2019            | ISBN 978-4-09-129157-8 |
| 12 | 18 سبتمبر، 2019          | ISBN 978-4-09-129332-9 |
| 13 | 17 يناير، 2020           | ISBN 978-4-09-129546-0 |
| 14 | 16 أبريل، 2020           | ISBN 978-4-09-129563-7 |
| 15 | 17 يوليو، 2020           | ISBN 978-4-09-850162-5 |
| 16 | 16 أكتوبر، 2020          | ISBN 978-4-09-850270-7 |
| 17 | 18 ديسمبر، 2020          | ISBN 978-4-09-850366-7 |
| 18 | 18 مايو 2021             | ISBN 978-4-09-850525-8 |

### الأنمي
أعلن عن حصول المانغا على أنمي تلفزيوني في العدد 42 من مجلة شونين سنداي الإسبوعية يوم 18 سبتمبر 2019، من إنتاج إستوديو دوغا كوبو وإخراج «ميتسويه يامازاكي»، وتركيب السلسلة من قبل «يوشيكو ناكامورا» وتصميم الشخصيات من قبل «آي كيكوتشي».
تركيب الموسيقى تم من قبل يوكاري هاشيموتو بأغنية مقدمة بعنوان «نوم! نوم بهناء! حياة سياليست» ومن غناء إنوري ميناسيه، بينما أغنية النهاية «غيمّي!» من أداء «أوريساما»، بدأ عرض الأنمي الذي يتكون 12 حلقة في 6 أكتوبر 2020 على المحطات اليابانية، وتم ترخيصه من قبل شركة فنيميشن للعرض على الإنترنت في أمريكا الشمالية والجزر البريطانية.

#### قائمة الحلقات
| ر. الإجمالي  | العنوان                                   | العنوان الياباني                                           | المخرج                                       | الكاتب            | تاريخ العرض الأصلي | مرجع   |
| ------------ | ----------------------------------------- | ---------------------------------------------------------- | -------------------------------------------- | ----------------- | ------------------ | ------ |
| 1            | «أميرة القلعة العاجزة عن النوم»           | 眠れぬ城の姫 (Nemurenu Shiro no Hime)                      | ميتسويه يامازاكي                             | يوشيكو ناكامورا   | 6 أكتوبر 2020      | [ 40 ] |
| 2            | «الأميرة والمنفوش الغاضب»                 | 姫と怒りのモフモフ (Hime to Ikari no Mofumofu              | سوميه نورو                                   | يوشيكو ناكامورا   | 13 أكتوبر 2020     | [ 41 ] |
| 3            | «الأميرة والمعرفة المحظورة»               | 姫と禁断の叡智 (Hime to Kindan no Arekore)                 | ماريأتشي هوغ-يو                              | يوشيكو ناكامورا   | 20 أكتوبر 2020     | [ 42 ] |
| 4            | «الأميرة والتدمير وجولة قصيرة»            | 姫と破壊と小さな冒険 (Hime to Hakai to Chīsana Bōken)      | غيسيه موريتا                                 | ميتشيهيرو تسوتشيا | 27 أكتوبر 2020     | [ 43 ] |
| 5            | «الأميرة والمحاربات النساء»               | 姫と戦う女たち (Hime to Tatakau On'na-tachi)               | سوميه نورو تاكاهارو أوكوما                   | يوشيكو ناكامورا   | 3 نوفمبر 2020      | [ 44 ] |
| 6            | «إختيار الأميرة الواثق»                   | 姫の迷いなき選択 (Hime no Mayoi Naki Sentaku)              | تاتسويا نوكيموري                             | ميتشيهيرو تسوتشيا | 10 نوفمبر 2020     | [ 45 ] |
| 7            | «الأميرة العاجزة عن النوم أكثر في القلعة» | もっと眠れぬ城の姫 (Motto Nemurenu Shiro no Hime)          | يوشِيوكي شيراهاتا ميتسويه يامازاكي سوميه نورو | يوشيكو ناكامورا   | 17 نوفمبر 2020     | [ 46 ] |
| 8            | «الأميرة وشيطان الكابوس المريع»           | 姫と魔族の恐るべき悪夢 (Hime to Mazoku no Osorubeki Akumu) | غيسيه موريتا                                 | ميتشيهيرو تسوتشيا | 24 نوفمبر 2020     | [ 47 ] |
| 9            | «الأميرة وأسبوع تدريب الأسيرة»            | 姫と人質強化週間 (Hime to Hitojichi Kyōka Shūkan)          | هيتومي إيزويه                                | ميتشيهيرو تسوتشيا | 1 ديسمبر 2020      | [ 48 ] |
| 10           | «الأميرة في اوارينوشتي»                   | 姫とオワリノシティ (Hime to Owarino Shiti)                 | تاتسويا نوكيموري                             | يوشيكو ناكامورا   | 8 ديسمبر 2020      | [ 49 ] |
| 11           | «أحلام الأميرة الفضيعة»                   | 姫の眠れない夢 (Hime no Nemurenai Yume)                    | سوميه نورو                                   | ميتشيهيرو تسوتشيا | 15 ديسمبر 2020     | [ 50 ] |
| 12 (الأخيرة) | «أميرة قلعة الشيطان النائمة»              | 魔王城の眠り姫 (Maōjō no Nemuri Hime)                      | ميتسويه يامازاكي سوميه نورو                  | يوشيكو ناكامورا   | 22 ديسمبر 2020     | [ 51 ] |